# 대한민국-몽골 관계
몽골은 현재 남북한 동시수교국이다. 양국은 1990년 3월 26일에 수교하였다. 2천명 이상의 대한민국 교민이 몽골에 거주하고 있다.

## 관계사
378년 9월에 거란이 고구려의 북쪽 변경을 침범하는 등 노략질하였으나, 고구려는 거란의 여덟 부락을 빼앗았다. 광개토대왕 때는, 소수림왕 8년(378년)에 거란의 침입으로 잡혀갔던 1만 여 명의 백성들을 되찾는다.(392년 9월) 395년 고구려는 염수(鹽水)로 진출하여 거란과 패려(稗麗)를 정벌하여 6~700영을 쳐부수고 수없이 많은 소, 말, 양떼를 노획하였다. 일부 학자들은 《삼국사기》의 거란 정벌(392년)과 광개토왕릉비의 비려 정벌(395년)을 동일한 사건에 대한 기록으로 보기도 한다. 거란은 광개토왕의 공격을 받고 모두가 복속되었다. 또한 고구려의 몽골인의 직계 조상인 지두우(地豆于)를 분할점령하려고 한 기록이 있다. 학자들은 장수왕 때 고구려의 영토가 확고해진 것을 보아 유연이 패퇴할 때 지두우를 점령한 것으로 본다. 907년 야율아보기가 거란의 여러 부족을 통합하여 요나라를 세우고 발해를 멸망시켰다. 요나라는 993년부터 1019년까지 고려에 쳐들어왔으나 패퇴했다.
몽골은 조선민주주의인민공화국과 1948년 수교하였다. 대한민국은 과거 몽골이 공산주의 국가라는 이유로 수교하지 않았으나 1990년 3월 26일에 수교하였다.

## 정무
울란바타르에 주몽골 대한민국 대사관이 개설되어 있다. 서울에는 주한 몽골 대사관이 개설되어 있다. 모두 2,701명(재외국민 2,669명, 시민권자 32명)의 한민족들이 몽골에 거주(2015년 9월 기준)하고 있다. 2011년 8월 22일 대한민국과 몽골의 양국 정상은 양국 관계를 ‘포괄적 동반자 관계’로 격상하고, 에너지·자원 분야의 협력을 대폭 강화하기로 합의했다.

## 경제
울란바타르 시내를 달리는 차량의 대부분 일본산이고, 일부 한국산 차량이 활보하는 경우도 있으며, 3천여 명의 한국인들이 학교, 병원, 기업 등을 운영한다. 그리고 3만 명 이상의 몽골인들도 한국에서 생활하며, 특히 최근 대한민국 정부가 수차례 공개적으로 자원 외교의 중요성을 역설한 이후 대한민국 기업들의 자원 개발 투자가 활발한데, 가장 대표적인 투자 지역 가운데 하나이다.
| 서울/인천 \|\| align=center\|ICN \|\| align=center\|RKSI \|\| 인천 | ○대한항공(1개) : 울란바타르 |

## 같이 보기
- 고려-몽골 전쟁
- 알타이 제어